# Kosmos 135
Kosmos 135 – radziecki satelita technologiczny typu DS-U2-MP, będący częścią programu Dniepropetrowsk Sputnik (DS). Pierwszy z serii dwóch satelitów został wyniesiony na orbitę w grudniu 1966 roku i służył do badania mikrometeoroidów i pyłu kosmicznego na niskiej orbicie okołoziemskiej. 

## Budowa i działanie
Seria satelitów DS (Dniepropetrowsk Sputnik) budowanych przez ukraińskie zakłady KB Jużnoje od 1961 roku, służyła głównie do przeprowadzania eksperymentów technologicznych na rzecz radzieckich sił zbrojnych. Stosowano standardowy schemat budowy satelitów, które składały się zazwyczaj z cylindra o średnicy 800 mm zakończonego po obu stronach półkolistym zamknięciem. 
Kosmos 135 był pierwszym satelitą typu DS-U2-MP i służył do badania mikrometeoroidów i pyłu kosmicznego na niskiej orbicie okołoziemskiej.

## Misja
Misja rozpoczęła się 12 grudnia 1966 roku, kiedy rakieta Kosmos 2 wyniosła z kosmodromu Kapustin Jar na niską orbitę okołoziemską satelitę technologicznego Kosmos 135. Po znalezieniu się na orbicie satelita otrzymał oznaczenie COSPAR 1966-112A.
Badania satelity nie potwierdziły istnienia  pierścienia składającego się z kosmicznego pyłu wokół Ziemi. Dane z satelity poszerzyły wiedzę o naturze rojów meteorów. 
Satelita po wykonaniu swojej misji pozostawał na orbicie do 12 kwietnia 1967 roku, kiedy to spłonął w górnych warstwach atmosfery.